# الصامح (ماهلية)

تعديل مصدري - تعديل

الصامح هي إحدى قرى عزلة قانية بمديرية ماهلية التابعة لمحافظة مأرب، بلغ تعداد سكانها 122 نسمة حسب تعداد اليمن لعام 2004.